# 長戸裒斎
長戸 裒斎（ながと ほうさい、1834年 - 1863年）は、幕末の儒者。美濃加納藩士。名は謙。号は桂里。通称は禎太郎。長戸得斎の子。
文久3年7月1日死去。30歳。